# Majangtengah
Majangtengah is een bestuurslaag in het regentschap Malang van de provincie Oost-Java, Indonesië. Majangtengah telt 12.222 inwoners (volkstelling 2010).